# 谢舒雯
谢舒雯（1975年—），广东连平人，汉族，中华人民共和国政治人物、第十二届全国人民代表大会广东地区代表。
毕业于佛山科学技术学院乡镇电气技术专业。2013年，担任全国人大代表。2018年2月24日，当选为第十三届全国人大代表。